# Schwagerinidae
Schwagerinidae es una familia de foraminíferos bentónicos de la superfamilia Fusulinoidea, del suborden Fusulinina y del orden Fusulinida. Su rango cronoestratigráfico abarca desde el Moscoviense (Carbonífero superior) hasta el Pérmico superior.

## Discusión
Clasificaciones más recientes incluyen Schwagerinidae en la superfamilia Schwagerinoidea, y en la subclase Fusulinana de la clase Fusulinata.

## Clasificación
Schwagerinidae incluye a las siguientes subfamilias y géneros:
- Subfamilia Polydiexodininae
  - Eopolydiexodina †
  - Polydiexodina †
  - Skinnerina †
- Subfamilia Chusenellinae, también considerada en la familia Pseudofusulinidae
  - Chusenella †
  - Rugosochusenella †
- Subfamilia Schwagerininae
  - Darvasites †, también considerado en la subfamilia Darvasitinae
  - Dunbarinella †
  - Eoparafusulina †, también considerado en la subfamilia Pseudofusulininae
  - Iowanella †
  - Kansanella †
  - Leptotriticites †, también considerado en la subfamilia Triticitinae
  - Mccloudia †
  - Monodiexodina †, también considerado en la subfamilia Monodiexodininae
  - Montiparus †
  - Nagatoella †
  - Nipponitella †, también considerado en la subfamilia Darvasitinae
  - Oketaella †
  - Parafusulina †
  - Pravitoschwagerina †
  - Pseudofusulina †, también considerado en la subfamilia Pseudofusulininae
  - Schwagerina †
  - Triticites †, también considerado en la subfamilia Triticitinae
- Subfamilia Biwaellinae
  - Biwaella †
  - Dutkevichites †
  - Sphaeroschwagerina †
- Subfamilia Pseudoschwagerinae
  - Acervoschwagerina †
  - Chalaroschwagerina †, también considerado en la subfamilia Pseudofusulininae
  - Cuniculinella †, también considerado en la subfamilia Pseudofusulininae
  - Daixina †
  - Dutkevitchia †
  - Eozellia †
  - Klamathina †
  - Occidentoschwagerina †
  - Paraschwagerina †
  - Praeparafusulina †
  - Praepseudofusulina †, también considerado en la subfamilia Pseudofusulininae
  - Pseudoschwagerina †
  - Robustoschwagerina †
  - Rugososchwagerina †
  - Zellia †

En Schwagerinidae se han considerado también las siguientes subfamilias y géneros:
- Subfamilia Darvasitinae
  - Darvasites †
  - Nipponitella †
- Subfamilia Monodiexodininae, también considerada en la familia Pseudofusulinidae
  - Monodiexodina †
  - Pseudofusulinoides †
  - Ruzhenzevites †
  - Timanites †
- Subfamilia Pseudofusulininae, también considerada en la familia Pseudofusulinidae
  - Anderssonites †
  - Chalaroschwagerina †
  - Crenulosepta †
  - Cuniculinella †
  - Eoparafusulina †
  - Globifusulina †
  - Grozdilovia †
  - Inyoschwagerina †
  - Leeina †
  - Longlinella †
  - Neodutkevitchia †
  - Nigribaccinus †
  - Nonpseudofusulina †
  - Praepseudofusulina †
  - Praeskinnerella †
  - Primoriina †
  - Pseudofusulina †
  - Schellwienia †, también considerado en la subfamilia Fusulininae de la familia Fusulinidae
  - Stewartina †
  - Tastubella †
  - Verneuilites †
- Subfamilia Rugosofusulininae
  - Benshiella †
  - Darvasella †
  - Kahlerella †
  - Laxifusulina †, también considerado en la subfamilia Schwagerininae
  - Rugosofusulina †
  - Schagonella †
- Subfamilia Taiyuaninae
  - Linxinella †
  - Taiyuanella †
- Subfamilia Triticitinae, también considerada en la familia Triticitidae
  - Daixina †, también considerado en la subfamilia Pseudoschwagerinae
  - Fujimotoella †
  - Leptotriticites †, también considerado en la subfamilia Schwagerininae
  - Montiparus †, también considerado en la subfamilia Schwagerininae
  - Obsoletes †, también considerado en la subfamilia Fusulinellinae de la familia Fusulinidae
  - Pseudodaixinoides †
  - Reticulosepta †
  - Schwageriniformis †
  - Triticites †, también considerado en la subfamilia Schwagerininae

Otros géneros considerados en Schwagerinidae son:
- Alaskanella † de la subfamilia Schwagerininae, aceptado como Eoparafusulina
- Alpinoschwagerina † de la subfamilia Pseudoschwagerinae, aceptado como Pseudoschwagerina
- Bidiexodina † de la subfamilia Polydiexodininae, aceptado como subgénero de Eopolydiexodina, es decir, Eopolydiexodina (Bidiexodina)
- Bosbytauella † de la subfamilia Pseudoschwagerinae, aceptado como subgénero de Daixina, es decir, Daixina (Bosbytauella)
- Codonoschwagerina † de la subfamilia Schwagerininae, aceptado como Pseudofusulina
- Concavutella † de la subfamilia Schwagerininae
- Changmeia † de la subfamilia Pseudoschwagerinae, aceptado como subgénero de Paraschwagerina, es decir, Paraschwagerina (Changmeia)
- Cuniculina † de la subfamilia Pseudoschwagerinae, aceptado como subgénero de Chalaroschwagerina, es decir, Chalaroschwagerina (Cuniculina)
- Globifusulina † de la subfamilia Schwagerininae, aceptado como Schwagerina
- Eochusenella † de la subfamilia Chusenellinae
- Eotriticites † de la subfamilia Schwagerininae, aceptado como Montiparus
- Erkina † de la subfamilia Pseudoschwagerinae, aceptado como Pseudoschwagerina
- Ferganites † de la subfamilia Triticitinae, considerado un sinónimo posterior de Triticites
- Fujimotoella † de la subfamilia Triticitinae
- Girtyina † de la subfamilia Triticitinae, considerado un sinónimo posterior de Triticites
- Grabauina † de la subfamilia Triticitinae, considerado un sinónimo posterior de Triticites
- Guembelites † de la subfamilia Schwagerininae, considerado sinónimo posterior de Schwagerina
- Jigulites † de la subfamilia Schwagerininae, aceptado como subgénero de Triticites, es decir, Triticites (Jigulites)
- Juresanella † de la subfamilia Schwagerininae
- Kubergandella † de la subfamilia Pseudoschwagerinae
- Laxifusulina † de la subfamilia Schwagerininae, aceptado como subgénero de Pseudofusulina, es decir, Pseudofusulina (Laxifusulina)
- Leeina † de la subfamilia Schwagerininae, aceptado como Pseudofusulina
- Likharevites † de la subfamilia Pseudoschwagerinae
- Orientoschwagerina † de la subfamilia Chusenellinae, aceptado como subgénero de Chusenella, es decir, Chusenella (Orientoschwagerina)
- Paratriticites † de la subfamilia Triticitinae, considerado un sinónimo posterior de Triticites
- Parazellia † de la subfamilia Pseudoschwagerinae, aceptado como Pseudoschwagerina
- Perigondwania † de la subfamilia Schwagerininae,
- Pseudochusenella † de la subfamilia Chusenellinae
- Pseudodaixinoides † de la subfamilia Triticitinae
- Rauserites †, considerado subgénero de Triticites, Triticites (Rauserites), pero considerado nomen nudum o como sinónimo de Triticites
- Reticulosepta † de la subfamilia Triticitinae
- Robustoschwagerinoides † de la subfamilia Pseudoschwagerinae, aceptado como subgénero de Robustoschwagerina, es decir, Robustoschwagerina (Robustoschwagerinoides)
- Rugosofusulina † de la subfamilia Schwagerininae, aceptado como Pseudofusulina
- Sakmarella † de la subfamilia Schwagerininae
- Schellwienia † de la subfamilia Schwagerininae , aceptado como subgénero de Fusulina, es decir, Fusulina (Schellwienia) de la familia Fusulinidae
- Schwageriniformis † de la subfamilia Triticitinae
- Skinnerella † de la subfamilia Schwagerininae, aceptado como subgénero de Parafusulina, es decir, Parafusulina (Skinnerella)
- Sosioella † de la subfamilia Chusenellinae, aceptado como subgénero de Chusenella, es decir, Chusenella (Sosioella)
- Thompsonites † de la subfamilia Schwagerininae
- Tianshanella † de la subfamilia Schwagerininae, aceptado como subgénero de Triticites, es decir, Triticites (Tianshanella)
- Ultradaixina † de la subfamilia Pseudoschwagerinae, aceptado como subgénero de Daixina, es decir, Daixina (Ultradaixina)